# Sutra del diamante

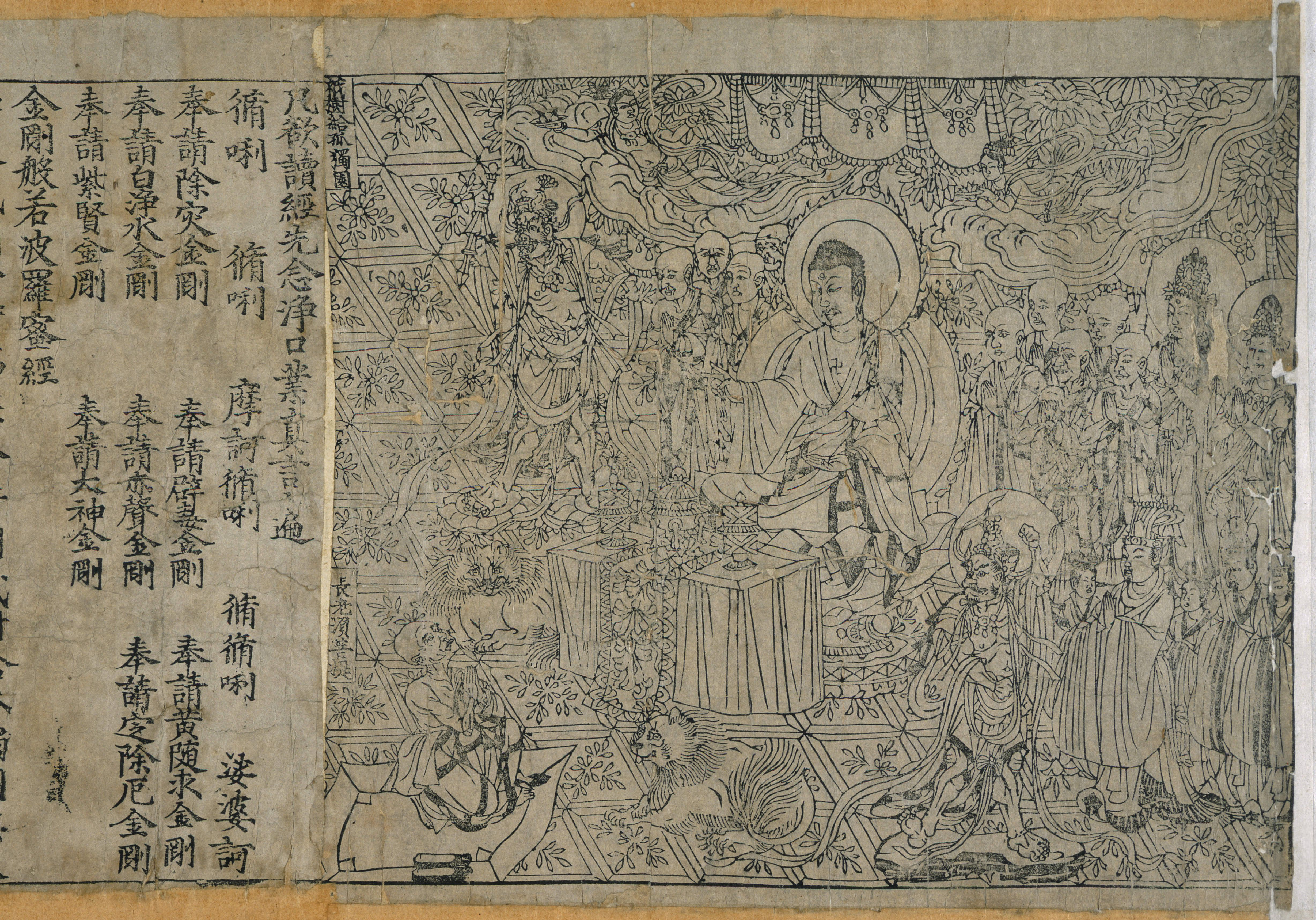
El Sutra del diamante chino, el libro impreso más antiguo conocido del mundo, impreso en el noveno año de la era Xiantong de la dinastía Tang (es decir, 868 d. C.). En poder de la British Library (Londres).

El Sutra del diamante, también conocido como Escrituras de Jingang, es un sutra majaiana breve del género del Prajñāpāramitā (o perfección de la sabiduría), el cual enseña la práctica del desapego o la abstención del apego mental y de la no-permanencia. El nombre completo en sánscrito es Vajracchedikā-prajñāpāramitā-sūtra.
En el siglo XX, el arqueólogo y sinólogo británico Aurel Stein (1862-1943) halló una copia del Sutra del diamante  entre los manuscritos de Dunhuang (en China), adquiridos por 130 libras al ermitaño taoísta Wang Yuanlu (王圓籙), quien los descubrió en una de las cuevas de Mogao. La impresión estaba fechada el 11 de mayo de 868, por lo que resultó ser el libro impreso más antiguo que se conoce.

## Etimología
El título sánscrito del sutra es el Vajracchedikā Prajñāpāramitā Sūtra, que puede traducirse aproximadamente como el Texto de la perfección de la sabiduría del cortador Vajra o El texto de la perfección de la sabiduría que corta como un rayo.
El Sutra varía su nombre dependiendo del idioma.
- Sánscrito: वज्रच्छेदिका प्रज्ञापारमितासूत्र Vajracchedikā-prajñāpāramitā-sūtra;
- Chino: 金剛般若波羅蜜多經 o abreviado 金剛經, pinyin: jīn gāng bōrě-bōluómìduō jīng o jīn gāng jīng (Escrituras de Jingang);
- Japonés: こんごうはんにゃきょう kongou hannya haramita kyou, o abreviado こんごうきょう kongyou kyou;
- Vietnamita Kim Cương Bát Nhã Ba La Mật Kinh o Kim Cương Kinh;
- Tibetano (Wylie): ’Phags pa shes rab kyi pha rol tu phyin pa rdo rje gcod pa zhes bya ba theg pa chen po’i mdo;

Se traduce como El Sutra de la perfección de la sabiduría del diamante que corta a través de la ilusión.

## Historia

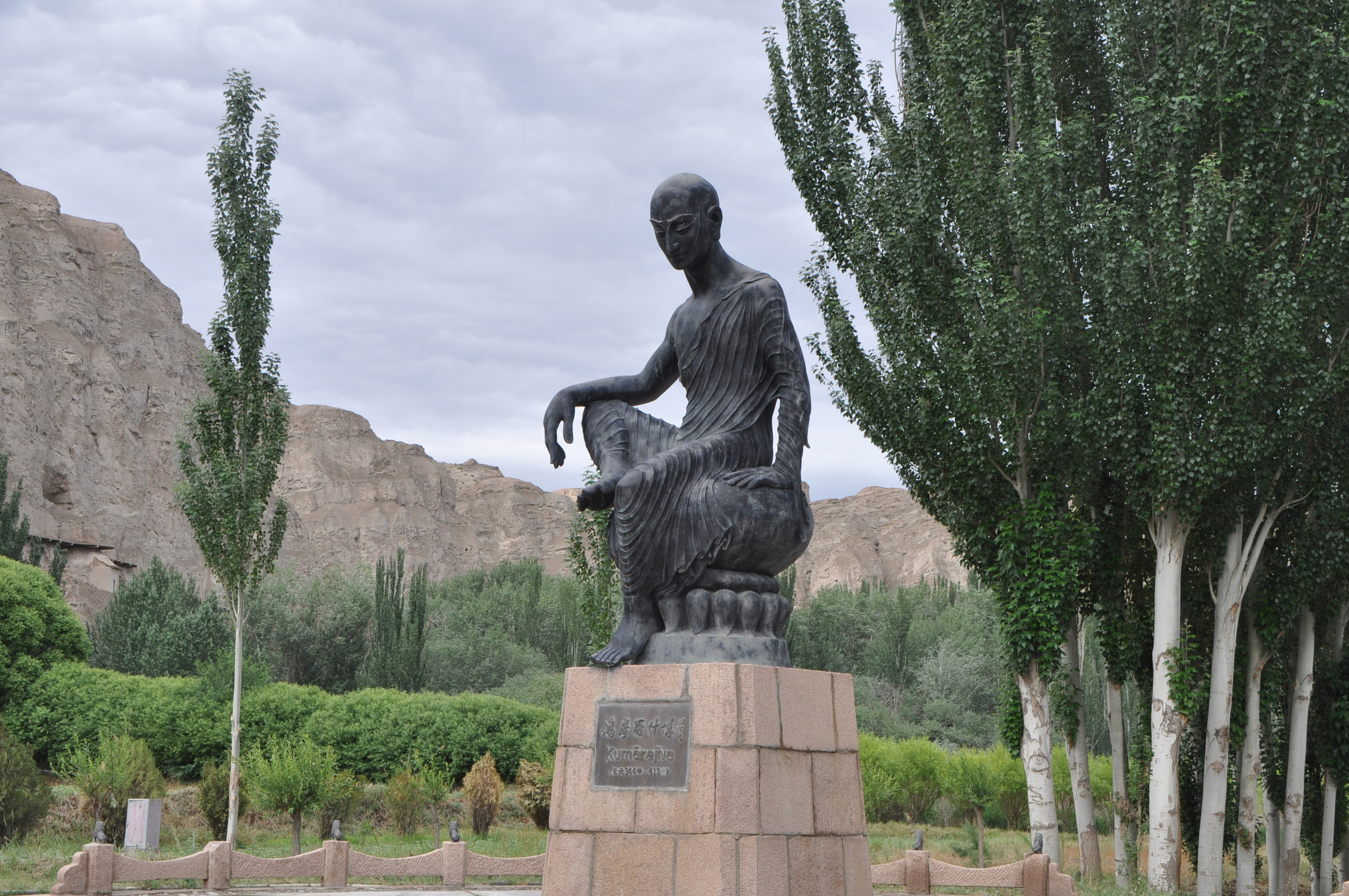
Estatua de Kumārajīva frente a las cuevas Kizil en el condado de Kuqa, provincia de Xinjiang, China.

La historia completa del texto es desconocida, pero los eruditos japoneses suelen considerar que el Sutra del diamante viene desde los comienzos del desarrollo de la literatura del Prajnaparamita. Algunos eruditos occidentales consideran también que el Sutra Aṣṭasāhasrikā Prajñāpāramitā fue adaptado en base el anterior Sutra Vajracchedikā Prajñāpāramitā. Los primeros estudios en el occidente sobre el Sutra del diamante fueron recopilados por Müller.
Se cree que la primera traducción del Sutra del diamante al chino fue hecha en el año 401 d. C. por el monje budista Kumārajīva. La forma de traducción de Kumārajīva es conocida, y posee una fluidez que refleja su énfasis en transmitir el significado de las palabras en vez de una traducción literal. La traducción de Kumārajīva ha sido muy valorada con el pasar de los años, y es precisamente esta versión la cual aparece en el pergamino de las cuevas de Dunhuang que data del año 868. Existen otras traducciones además de la de Kumārajīva. El Sutra del diamante fue traducido de nuevo desde el sánscrito al chino por Bodhiruci en el año 509 d. C., por Paramartha en el año 558 d. C., por Xuanzhang en el año 648 d. C., y por el monje Yijing en el año 703 d. C.
El monje budista chino Xuanzang visitó un monasterio Mahāsāṃghika-Lokottaravāda en Bamiyan, Afganistán, en el siglo VII d. C. Varios arqueólogos modernos han utilizado los registros del viaje de Xuanzhang para identificar el sitio de este monasterio. Fragmentos de varios sutras Mahayana han sido descubiertos en el sitio, incluyendo el Sutra Vajracchedikā Prajñāpāramitā Sūtra (MS 2385), y estos ahora todos son parte de la colección Schoyen. Este manuscrito fue escrito en sánscrito y utilizando la forma Gupta de caligrafía. El manuscrito también contiene el Sutra de Bhaisajaguru (Bhaiṣajyaguruvaiḍūryaprabhārāja").
El Sutra del diamante dio origen a toda una cultura artística, veneración al Sutra y comentarios en el budismo del este de Asia. Al final de la Dinastía Tang (907) en China había más de 800 comentarios escritos sobre este Sutra. Uno de los comentarios más conocidos es la Exégesis del Sutra del diamante por Huineng, el Sexto Patriarca de la Vía Zen.

## Contenido
El Sutra del diamante, como muchos sutras, comienza con la famosa frase "Así he oído" (एवं मया श्रुतम्, evaṃ mayā śrutam). En este sutra el Buda ha terminado su paseo diario con los monjes para recoger ofrendas de alimento y se sienta a descansar. Uno de los monjes más veteranos, Subhuti, se adelanta y le plantea una pregunta al Buda.
Lo que acontece a partir de ahí es un diálogo extenso, a menudo repetitivo, sobre la naturaleza de la percepción. El Buda emplea con frecuencia frases paradójicas como "Lo que se conoce como la enseñanza del Buda no es la enseñanza del Buda". El texto esta lleno de estas negaciones, por medio de la dialéctica Prajná se propone conducirnos a una afirmación superior, contradiciendo una simple afirmación directa.
El Buda trata de ayudar a Subhuti a desaprender sus nociones preconcebidas y limitadas de lo que es la realidad, la naturaleza de la iluminación y la compasión.
Una parte especialmente notable es cuando el Buda le enseña a Subhuti que lo que hace tan grande a un Bodhisattva es que el Bodhisattva no se enorgullece de su trabajo para salvar a los otros, ni es su compasión calculada o forzada. El Bodhisattva practica la compasión sincera que procede de lo más hondo del ser, sin ningún sentido del ego o provecho.
En otra sección, Subhuti expresa su preocupación de que el Sutra del diamante sea olvidado 500 años después de su enseñanza (alternativamente, durante los últimos 500 años de esta era). El Buda le asegura a Subhuti que mucho después de que se haya marchado, seguirá habiendo algunos que puedan obtener el significado del Sutra del diamante y ponerlo en práctica. Esta sección parece reflejar una preocupación que se encuentra en otros textos budistas que las enseñanzas del Buda eventualmente se difuminarían y corromperían. Un concepto budista popular, conocido como mappō en japonés, también refleja esta misma ansiedad.
En general, se cree que Buda intenta ayudar a Subhūti a desaprender sus nociones preconcebidas y limitadas de la naturaleza de la realidad. Enfatizando que todos los fenómenos son, en última instancia, ilusorios, enseña que la verdadera iluminación no puede ser captada hasta que uno haya dejado de lado el apego a ellos en cualquiera de sus formas.
Otra razón por la que el Buda hace uso de la negación es que el lenguaje reifica conceptos y esto puede conducir al apego a esos conceptos, pero la verdadera sabiduría es ver que nada es fijo o estable, por lo tanto, según el Sūtra del Diamante pensamientos como "he obtenido el estado de un Arhat" o "llevaré a los seres vivos al nirvana" ni siquiera ocurren en la mente de un iluminado porque esto sería "apoderarse de un yo...". ... apoderarse de un ser vivo, apoderarse de un alma, apoderarse de una persona".
El sutra continúa afirmando que cualquiera que diga tales cosas no debe ser llamado bodhisattva. Según David Kalupahana el objetivo del Sūtra del Diamante es "un colosal intento de evitar el uso extremista del lenguaje, es decir, de eliminar cualquier compromiso ontológico con los conceptos conservando al mismo tiempo su valor pragmático, para no dejarlos totalmente vacíos de significado".
Kalupahana explica la negación del Sūtra del Diamante viendo una afirmación inicial como una afirmación errónea de la sustancia o mismidad, que luego es criticada (todos los dharmas' no tienen dharmal"), y finalmente reconstruida ("por eso se llaman 'todos los dharmas) como convencionales y de origen independiente. Kalupahana explica esta reconstrucción final como significando: "que cada concepto, en lugar de representar una entidad única o ser un término vacío, es un sustituto de una experiencia humana que está condicionada por una variedad de factores. Como tal, tiene significado pragmático y poder comunicativo sin ser absoluto en modo alguno." Según Paul Harrison, el argumento central del Sūtra del Diamante aquí es que "todos los dharmas carecen de un yo o esencia, o dicho de otro modo, no tienen un núcleo ontológico, sólo parecen existir separada e independientemente por el poder del lenguaje convencional, aunque de hecho se originan de forma dependiente".
La mente de alguien que practica la Prajñāpāramitā o "perfección de la sabiduría" es entonces una mente libre de conceptos sustancialistas fijos o del "yo":

Sin embargo, Señor, no se les ocurrirá la idea de un yo, ni se les ocurrirá la idea de un ser vivo, ni la idea de un alma, ni la idea de una persona. ¿Por qué? Cualquier idea de un yo es, de hecho, ideal, cualquier idea de un ser vivo, idea de un alma, o idea de una persona es, de hecho, ideal. ¿Por qué? Porque los Budas y los Señores están libres de toda idea.

## En la práctica
Debido a que puede ser leído en aproximadamente cuarenta minutos, el Sutra del diamante es a menudo memorizado y cantado en monasterios budistas. Este Sutra ha conservado un alto grado de popularidad en la tradición budista Mahāyāna por más de un milenio, especialmente en Asia oriental, y lo que es más importante, dentro de la escuela de meditación (Zen/Chan/Seon/Thien) de Asia oriental, donde es extensamente recitado, enseñado y comentado, incluso en la actualidad. El texto resuena con un aspecto fundamental de la doctrina o praxis del Chan (Zen): el tema de la no-permanencia (no se debe confundir con el concepto de Impermanencia).
A menudo se dice en el Sutra del diamante que si una persona logra poner en práctica al menos cuatro líneas del Sutra, será bendecido en gran medida.

## Impresión en bloque de madera de Dunhuang

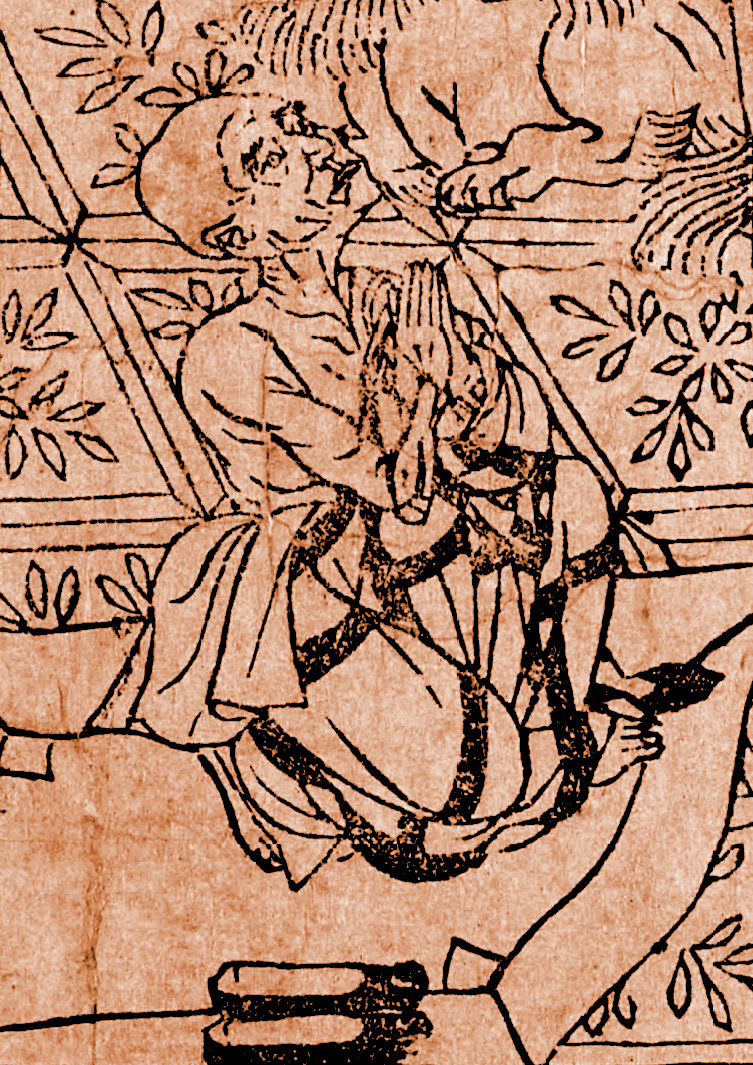
El anciano Subhūti se dirige a Buda. Detalle de la impresión en bloque de Dunhuang.

En la Biblioteca Británica existe una copia del Sutra del Diamante impresa en madera que, aunque no es el ejemplo más antiguo de impresión en bloque, sí es el más antiguo con fecha real.
La copia existente tiene forma de pergamino de unos cinco metros de largo. El arqueólogo Sir Marc Aurel Stein lo adquirió en 1907 en las cuevas amuralladas de Mogao, cerca de Dunhuang, en el noroeste de China, a un monje que custodiaba las cuevas, conocidas como las "Cuevas de los Mil Budas".
El colofón, en el extremo interior, reza:

Hecho reverentemente para su distribución gratuita universal por Wang Jie en nombre de sus dos padres el día 15 de la cuarta luna del noveno año de Xiantong [11 de mayo de 868].

En 2010, la escritora e historiadora británica Frances Wood, jefa de la sección china de la Biblioteca Británica, Mark Barnard, conservador de la Biblioteca Británica, y Ken Seddon, profesor de química de la Queen's University de Belfast, participaron en la restauración de su copia del libro. El sitio web de la Biblioteca Británica permite a los lectores ver el Sūtra del Diamante en su totalidad.

## Edición en castellano
- Diálogo del diamante seguido del diálogo del corazón. Edición Juan Arnau, traducción Luis Ó. Gómez, cartoné, 152 páginas, colección Memoria mundi 159. Ediciones Atalanta. 2023. ISBN 978-84-126014-4-2.